# Franci Zore
Franci Zore, slovenski filozof, * 1. november 1961, Ljubljana.
Obiskoval je osnovno šolo in gimnazijo Vič, leta 1988 pa dokončal magistrski študij na Filozofski fakulteti v Ljubljani. Poučuje antično, srednjeveško in renesančno filozofijo, interpretacijo grške filozofije in druge predmete. Posebej ga zanimata še filozofija religije in filozofija glasbe.

## Dela
•	Obzorja grštva : logos in bit v antični filozofiji
•	Iz zgodovine antične grške filozofije
•	Začetki grškega mišljenja (glavni urednik)
•	Grška filozofija, Aristotelova Metafizika in hermenevtika